# 아우토스트라다 (폴란드)

폴란드의 아우토스트라다(아우토스트라다와 익스프레스웨이)

아우토스트라다(폴란드어: Autostrada)는 폴란드의 고속도로 체계이다.
원칙적으로 무료 "간선고속도로"에서 일부 구간만 유료이다. 이탈리아의 고속도로인 아우토스트라다와 같은 명칭이라는 폴란드어의 어휘에 라틴어의 전와가 대단히 많기 때문에 아우토스트라다는 폴란드어라도 그대로 자동차도로의 의미이다. 당장의 정비계획은 6노선에서 2011년 현재는 전국 정비가 진행하고 있다. 원칙으로서 법정최고속도는 130km/h이다.
폴란드는 이 외에도 지방고속도로의 익스프레스웨이(익스프레소바)가 있어 당장의 정비 계획은 19노선이다. 이것도 원칙적으로 무료이며, 법정최고속도는 아우토스트라다와 같이 130km/h이다. 아우토스트라다 지선으로서의 역할을 다하고 있다.
일반적으로는 모든 폴란드 내의 고속도로는 정리해서 아우토스트라다(자동차도로)라고 불린다.

## 노선
아우토스트라다는 노선번호 앞에 A가 붙으며, 익스프레소바는 노선번호 앞에 S가 붙는다.

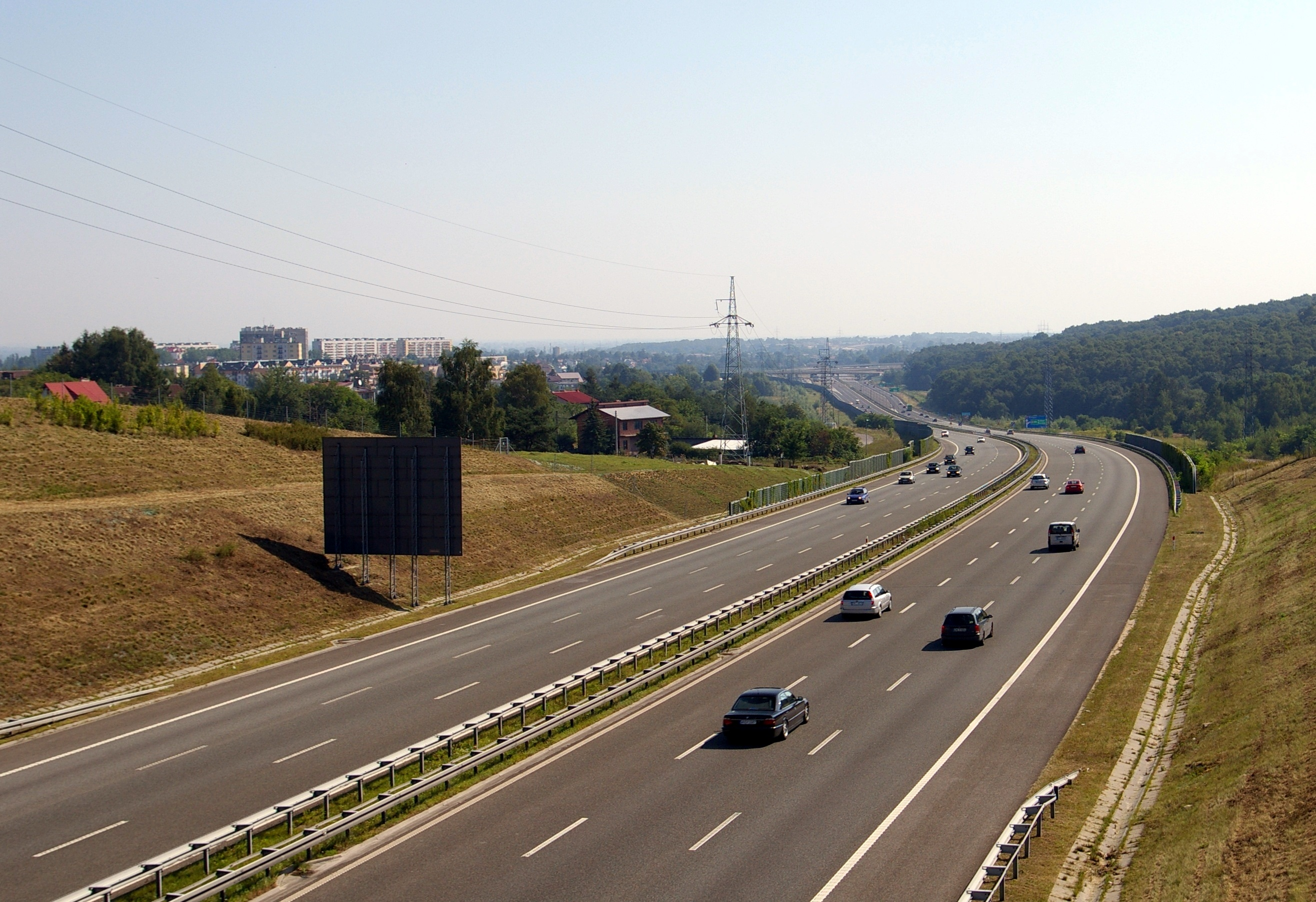
A4 아우토스트라다
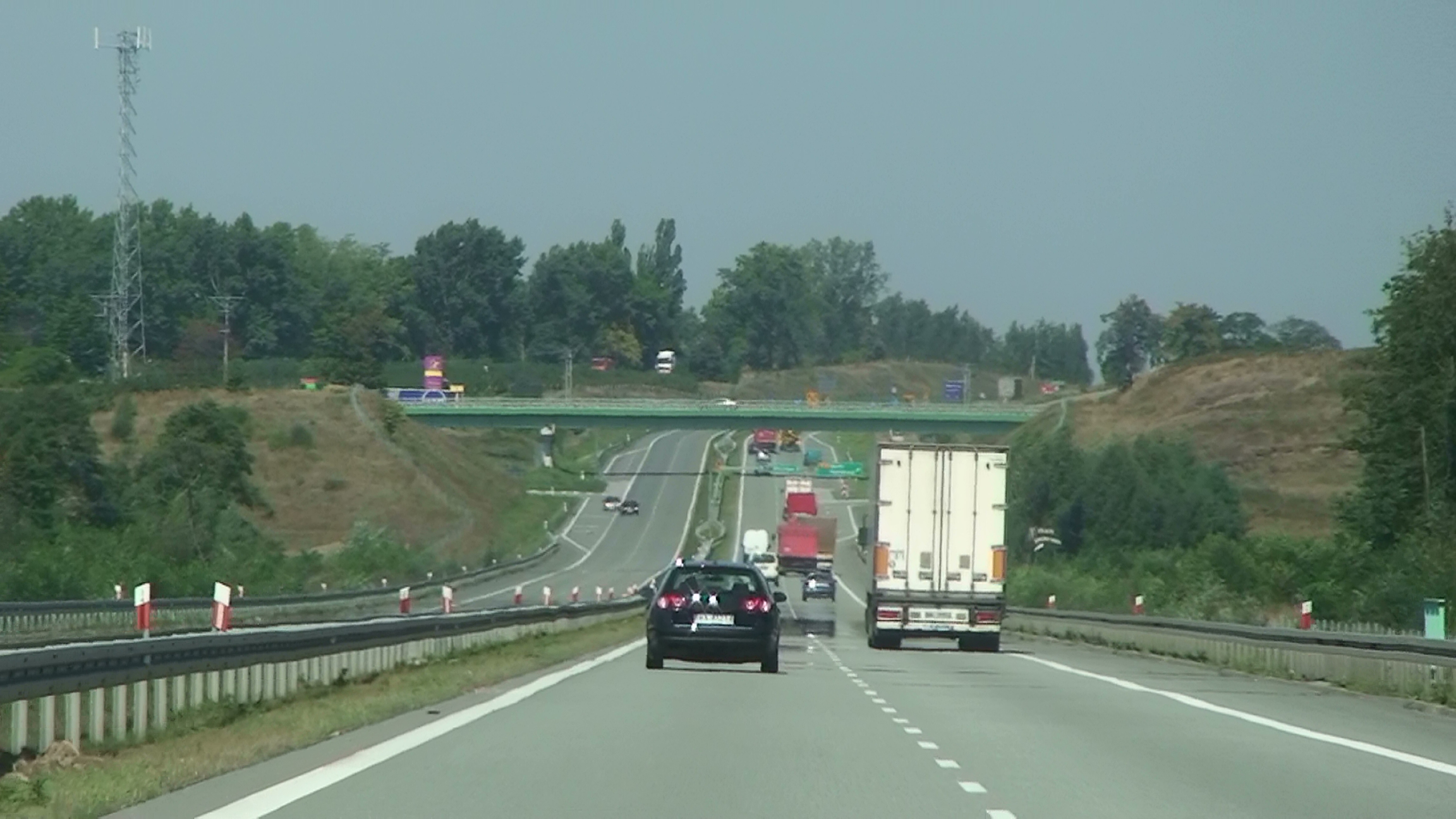
S7익스프레소바